# Incursión en Constanza
La incursión en Constanza fue un ataque de la Flota soviética del Mar Negro contra el puerto rumano de Constanza el 26 de junio de 1941, poco después del comienzo de la Operación Barbarroja, la invasión del Eje a la Unión Soviética, y resultó en el único encuentro entre buques de guerra importantes en el mar Negro durante la Segunda Guerra Mundial. El ataque tenía la intención de ser un esfuerzo coordinado entre los buques y aviones de la flota para dividir la atención de los defensores, pero los bombarderos no atacaron en los momentos designados.
Se ordenó a dos destructores líderes  de la clase Leningrado que bombardearan el puerto a primera hora de la mañana, protegidos por un crucero y un destructor. Causaron algunos daños, pero fueron atacados por la artillería costera del Eje y varios buques rumanos. Los dos destructores resultaron levemente dañados y se retiraron bajo el fuego, entrando en un campo de minas rumano; uno de los destructores chocó contra una mina y se hundió y el crucero resultó dañado por una mina mientras abandonaba el área. 
Posteriormente, varios grupos de bombarderos soviéticos, bombardearon la ciudad ese mismo día y la noche siguiente, pero no causaron daños significativos a sus objetivos. Nueve bombarderos soviéticos fueron derribados por fuego antiaéreo y cazas del Eje. La derrota hizo que los soviéticos fueran mucho más cautelosos al utilizar sus barcos dentro del alcance de las defensas del Eje.

## Antecedentes
Después de que Rumania se uniera al Pacto Tripartito en noviembre de 1940, los alemanes acordaron construir baterías de artillería costera para reforzar las obsoletas defensas costeras rumanas, incluida la batería Tirpitz al sur de Constanza, armada con tres cañones, modelo SK L/45 de 28 cm, de la Primera Guerra Mundial. La batería era operada por 700 miembros de la Kriegsmarine, aunque nominalmente estaba bajo control rumano, como todas las fuerzas del Eje en Rumania.

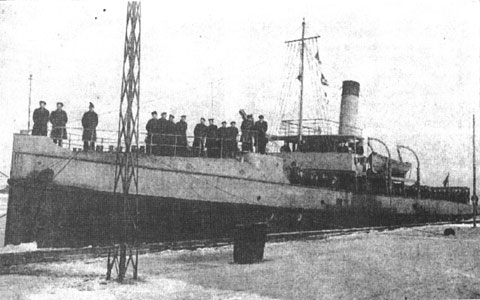
El buque minador rumano Aurora en 1940

Advertidos por Adolf Hitler sobre la fecha prevista para la invasión alemana de la Unión Soviética, denominada Operación Barbarroja, prevista para el 22 de junio de 1941. Entre el día 16 y el 19 de junio, los buques minadores rumanos Amiral Murgescu, Regele Carol I y Aurora colocaron 1000 minas entre el Cabo Midia y Tuzla para proteger los accesos a Constanza.
El 22 de junio, la Real Fuerza Aérea Rumana lanzó ataques contra los aeródromos soviéticos en Besarabia, destruyendo treinta y siete aviones soviéticos en tierra. En represalia, cuatro bombarderos ligeros Túpolev SB del 40.º Regimiento de Aviación de Bombarderos de la Flota del Mar Negro y cuatro bombarderos Ilyushin DB-3 del 2.º Regimiento de Aviación de Minas-Torpedos atacaron sin éxito Constanza durante la tarde. Dos SB no regresaron, al piloto de combate rumano Horia Agarici se le atribuyó el derribo de tres bombarderos SB durante la incursión. Más tarde, otros tres DB-3 bombardearon Constanza esa noche sin causar daños, aunque tampoco perdieron ningún avión. Con el fracaso de los ataques aéreos iniciales, el vicealmirante Filipp Oktyabrsky, a la sazón comandante de la Flota del Mar Negro, decidió lanzar un ataque aéreo y naval combinado sobre Constanza y un asalto marítimo en el delta del Danubio.

## Bombardero
La hora del bombardeo se fijó para las 05:00h del 26 de junio, el ataque debía ser precedido por un ataque aéreo de treinta minutos por aviones de la flota que comenzaría una hora antes. Para la incursión, se decidió que el crucero Voroshilov y el destructor Moscú debían cubrir al destructor Járkov, ambos de la clase Leningrado, y los destructores Soobrazitelny y Smyshleny, que serían quienes realizarían el bombardero del puerto.
Para evitar posibles ataques aéreos de los aviones del Eje, los buques comenzaron a zarpar de Sebastopol por la noche, a las 18:00h del 25 de junio. Sin embargo, antes de salir de la bahía, se ordenó que regresaran a puerto porque el plan había sido modificado por el Comisario del Pueblo para la Marina, el vicealmirante Nikolái Kuznetsov, quien ordenó que los destructores Moscú y Járkov realizaran el bombardeo, con los otros buques en funciones de apoyo. El Moscú y el Járkov partieron de la bahía de Sebastopol a las 20:10h, inicialmente en dirección a Odesa como medida de engaño y luego giraron hacia su destino poco más de una hora después, seguidos por el grupo de apoyo.
El destructor Smyshleny, sin embargo, encalló en ruta y tuvo que regresar a puerto. Los soviéticos también mantuvieron al acorazado Pariskaya Komuna (antiguo Sebastopol) a 100 millas (160 km) de la costa para aprovechar cualquier éxito inicial.
A primera hora del 26 de junio de 1941, el destructor Moscú y el Járkov comenzaron el bombardeo de Constanza, incendiando algunos tanques de petróleo y almacenes, y dañando la infraestructura portuaria. Los rumanos esperaban una incursión soviética y sus defensas, que consistían en los destructores rumanos Regina Maria, Mărăști y la batería costera alemana Tirpitz, estaban preparadas para enfrentarse a los buques soviéticos. En diez minutos, a partir de las 03:58h, los destructores Moscú y Járkov dispararon no menos de 350 proyectiles con sus cañones de 130 mm. 

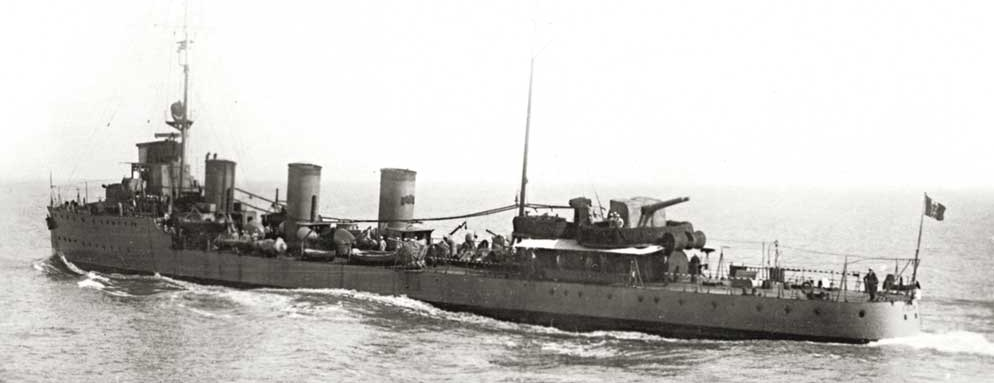
El destructor rumano Mărăști en el mar

Los dos buques de guerra rumanos abrieron fuego con sus cañones de 120 mm desde una distancia de 14 millas (23 km), a las 04:12h, alcanzando al Járkov a las 04:20h. La batería Tirpitz también abrió fuego a las 04:22h. el Moscú también fue dañado por el fuego de los buques de guerra rumanos, su mástil fue derribado por un proyectil de 120 mm, mientras que el Járkov fue dañado por la batería Tirpitz.

### Hundimiento

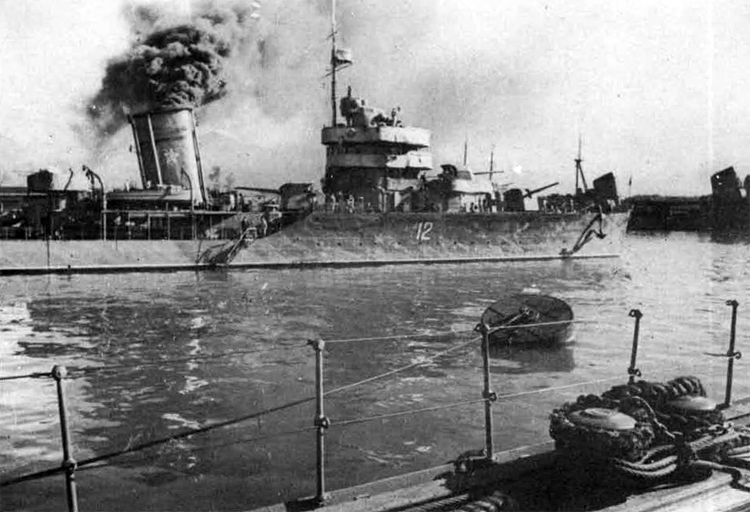
El destructor Járkov atracado en el puerto de Sebastopol

El destructor Moscú, cesó el fuego a las 5ː12h y lanzó una cortina de humo, cambió bruscamente el curso de la retirada. El curso conducía al borde sur del campo de minas, y el inesperado retroceso del destructor derribó el fuego enemigo. A considerar que el peligro del fuego de artillería era mayor que el de las minas, el comandante del buque, Alexander Tujov, ordenó un aumento de la velocidad a 30 nudos y seguir un rumbo en zigzag para esquivar los disparos de la artillería costera. Debido a la brusca maniobra, el paraván izquierdo del destructor se perdió. A la zaga del destructor Moscú iba el destructor Járkov
A las 5.20h Ambos barcos notaron el rastro de dos torpedos (lanzados por error, por el submarino soviético Shch-206), que se dirigían directamente al destructor Moscú. Desde el Járkov enviaron una señal al Moscú, para que avanzara a toda velocidad, y tomara un rumbo recto para alejarse lo antes posible de los torpedos. Pero un minuto después, en el momento de esquivar los torpedos hacia la derecha, una columna de agua, fuego y humo se elevó sobre el Moscú hasta una altura de treinta metros (por encima de los mástiles). El buque se quedó parado en seco. El cañón antiaéreo de 76 mm siguió disparando contra la aeronave enemiga que acababa de aparecer.

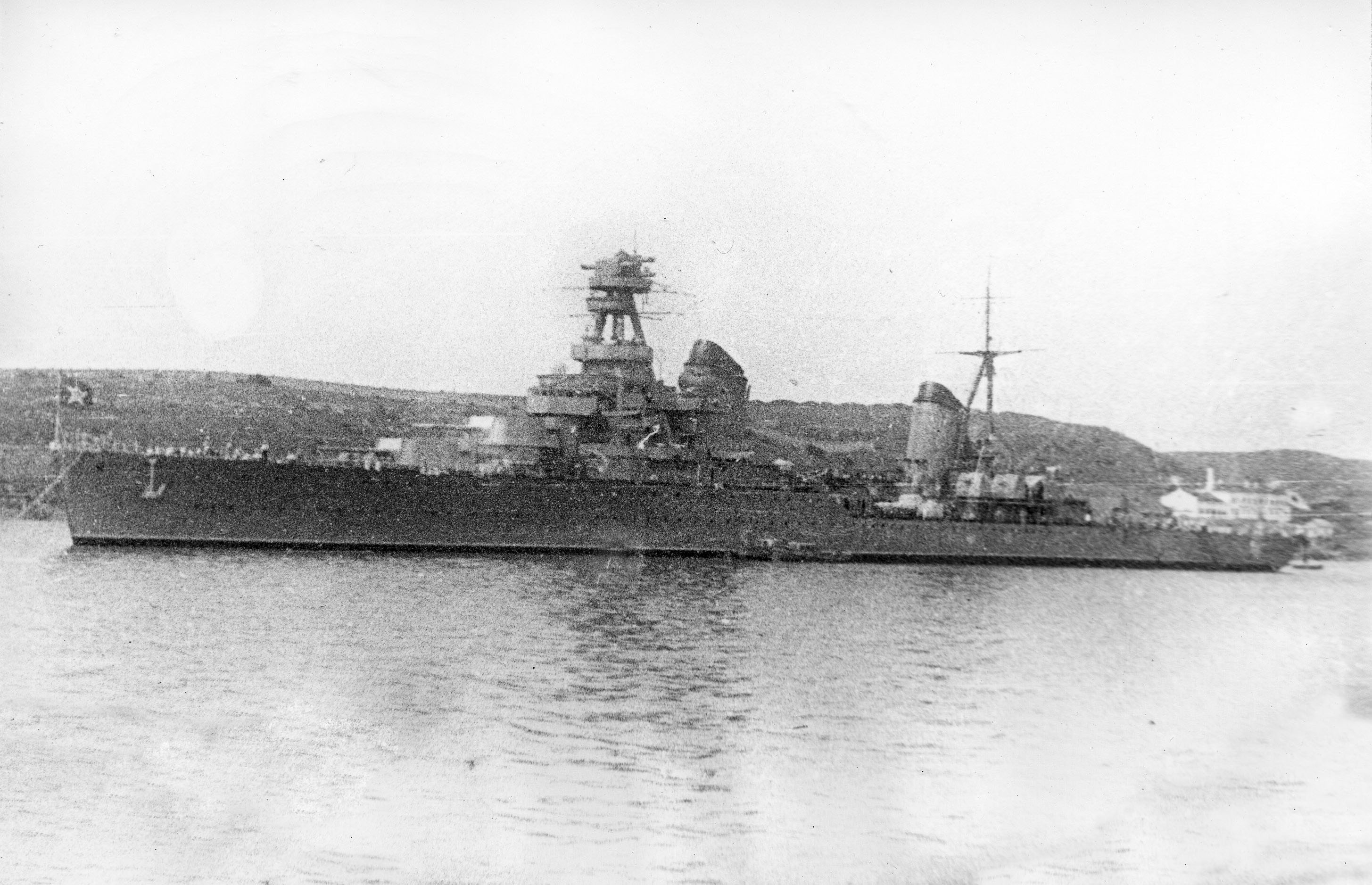
El crucero pesado Voroshilov en 1941

El comandante del buque, el teniente comandante Alexander Tujov, aturdido por la explosión, fue arrojado al agua, el oficial político, el comisario del batallón G.T. Plushenko murió en la explosión. Dos minutos después de la explosión, la proa del casco se desprendió y se hundió rápidamente. La popa todavía flotaba en la superficie y la tripulación estaba en sus puestos de combate. El hundimiento de la sección de popa continuó rápidamente, y el comandante asistente del barco, el teniente superior L. I. Privalenkov, dio la orden de abandonar el buque. La tripulación del Moscú abandonó apresuradamente el buque agonizante. El crucero pesado Voroshilov también fue ligeramente dañado por una mina que explotó cuando los paravanes del destructor Soobrazitelny la activaron.
El buque se hundió 8-10 minutos después de la explosión, a una profundidad de entre 40 y 45 m, pero los hidroaviones alemanes Heinkel He 50 y los torpederos a motor rumanos pudieron rescatar a 69 supervivientes, incluidos siete oficiales entre los que se encontraba el comandante del buque Alexander Borisovich Tujov.

Hay tres versiones de las razones del hundimiento del destructor Moscú. Según una versión, el buque fue destruido por una mina, según otro, el barco fue atacado por el submarino soviético Shch-206, según la tercera versión: un proyectil de la batería costera impactó en el torpedo de repuesto, lo que provocó su detonación. Según el historiador P.I. Kachura, la versión del ataque del submarino soviético Shch-206 parece la más insostenible, ya que el último informe de radio del buque, fechado el 28 de junio, informaba que no se había encontrado con buques enemigos desde el momento en que se hizo a la mar.

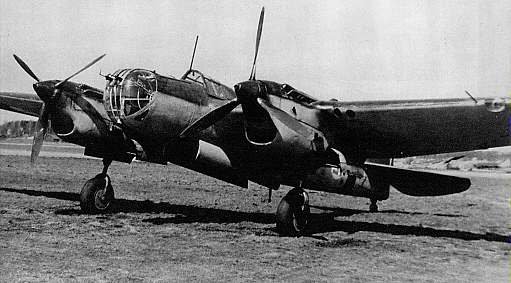
Un bombardero soviético Túpolev SB-2

### Ataques de la aviación
La Aviación de Largo Alcance y la 63.ª Brigada de Aviación Naval Soviética de la Flota del Mar Negro coordinaron sus ataques contra objetivos en Bucarest, Sulina, Constanza y el río Danubio en la mañana del 26 de junio. Diecisiete IIyushin DB-3 del 21.º Regimiento de Bombarderos de Largo Alcance despegaron de su aeródromo en Saky, Crimea. El fuego antiaéreo de los barcos en el puerto de Constanza fue intenso y al menos un bombardero arrojó deliberadamente sus bombas al mar. Fueron interceptados por cazas del Eje después de bombardear Constanza y un bombardero fue derribado, aunque los artilleros del bombardero afirmaron haber abatido a dos cazas. El regimiento perdió siete aviones esa mañana por diversas causas, y un par adicional regresó a su base con un motor averiado. Posteriormente, los comandantes de la aviación de largo alcance decidieron que sus bombarderos solo sobrevolarían Rumania de noche.
Las operaciones de la 63.ª Brigada de Aviación Naval se integraron más estrechamente en el bombardeo de la armada con ataques a Constanza en tres oleadas. La primera estaba destinada a ser antes de que los barcos abrieran fuego, la segunda oleada durante el bombardeo y la última para distraer a las fuerzas del Eje mientras los barcos se retiraban. El par de bombarderos bimotores Ilyushin Il-4 del 2.º Regimiento de Aviación Mina-Torpedo que componía la primera oleada tuvo que regresar debido a problemas mecánicos antes de alcanzar su objetivo. De los dos bombarderos rápidos SB de la segunda ola, uno regresó debido a un mal funcionamiento y el otro no regresó. La tercera ola fue interceptada por un escuadrón (staffel) de cazas Messerschmitt Bf 109 del 3.er Grupo del 52.º Ala de Cazas (Jagdgeschwader 52), mucho después de que el destructor Moscú se hundiera, que afirmaba haber derribado once IIyushin DB-3 y siete Túpolev SB. Siete SB lograron atacar Constanza.
Los rumanos afirmaron haber derribado nueve bombarderos Tupolev SB durante la batalla, dos de ellos reclamados por el piloto rumano Amiral Murgescu y uno por Mărăşti. Los seis aviones restantes fueron derribados por una batería AA rumana equipada con cañones 102/35 Modelo 1914 de 102 mm. El fracaso de la incursión, junto con las graves pérdidas sufridas por la Flota del Mar Negro, hizo que el Vicealmirante Oktyabrsky fuera mucho más cauteloso en el uso de buques de guerra de superficie.